# Guilherme
Guilherme (pt: [ɡi.ˈʎɛɾ.mɨ], pt-BR: [ɡi.ˈʎɛɾ.mi]) ist die portugiesische Form des Vornamens Wilhelm.
In Portugal hat sich der Name unter den 20 beliebtesten Jungennamen etabliert. In Brasilien steigt die Popularität des Namens seit den 1980er Jahren stark, mittlerweile gehört der Name zu den beliebtesten Jungennamen.

## Bekannte Namensträger
- Guilherme Afonso (* 1985), angolanisch-schweizerischer Fußballspieler
- Guilherme de Almeida (1890–1969), brasilianischer Rechtsanwalt, Journalist, Dichter und Übersetzer
- Guilherme Rebelo de Andrade (1891–1969), portugiesischer Architekt
- Guilherme Braga (1845–1874), portugiesischer Dichter der Romantik
- Guilherme Clezar (* 1992), brasilianischer Tennisspieler
- Guilherme Cobbo (* 1987), brasilianischer Hochspringer
- Guilherme Cossoul (1828–1880), portugiesischer Komponist
- Guilherme Posser da Costa (* 1953), portugiesischer Politiker (Movimento de Libertação de São Tomé e Príncipe)
- Guilherme Fausto da Cunha Bastos (* 1945), brasilianischer Diplomat
- Guilherme de Faria (1907–1929), portugiesischer Lyriker
- Guilherme Franco (1946–2016), brasilianischer Perkussionist
- Guilherme Gonçalves (1919–1999), letzter Koronel bote (Kleinkönig) von Atsabe
- Guilherme Guedes (* 1991), brasilianischer Fußballspieler
- Guilherme Milhomem Gusmão (* 1988), genannt Guilherme, brasilianischer Fußballspieler
- Guilherme Karan (1957–2016), brasilianischer Schauspieler
- Guilherme Kumasaka (* 1978), brasilianischer Badmintonnationalspieler
- Guilherme Alvim Marinato (* 1985), genannt Guilherme, russischer Fußballtorhüter brasilianischer Herkunft
- Guilherme Costa Marques (* 1991), brasilianischer Fußballspieler
- Guilherme Luiz Marques (* 1969), brasilianischer Beachvolleyballspieler
- Guilherme Pardo (* 1981), brasilianischer Badmintonspieler
- Guilherme Porto (* 1942), brasilianischer Geistlicher, emeritierter Bischof von Sete Lagoas
- Guilherme Raymundo do Prado (* 1981), brasilianischer Fußballspieler
- Guilherme Sityá (Guilherme Haubert Sitya; * 1990), brasilianischer Fußballspieler
- Guilherme Oliveira Santos (* 1988), genannt Guilherme, brasilianischer Fußballspieler
- Guilherme Antônio Werlang (* 1950), brasilianischer Geistlicher, Bischof von Lages